# Kanton Claret
Kanton Claret (francouzsky Canton de Claret) je francouzský kanton v departementu Hérault v regionu Languedoc-Roussillon. Tvoří ho devět obcí.

## Obce kantonu
- Champagne
- Claret
- Ferrières-les-Verreries
- Fontanès
- Garrigues
- Lauret
- Sauteyrargues
- Vacquières
- Valflaunès